# WACK! Art and the Feminist Revolution
WACK!: Art and the Feminist Revolution (WACK!: El arte y la revolución feminista) fue una exposición internacional de arte feminista organizada inicialmente en el Museo de Arte Contemporáneo de Los Ángeles del 4 de marzo al 16 de julio de 2007 que presentó obras de 120 mujeres artistas y colectivos de todo el mundo.  La exposición viajó posteriormente al Museo Nacional de Mujeres Artistas en Washington, desde el 21 de septiembre al 16 de diciembre de 2007, al MoMA PS1 en Nueva York, desde el 17 de febrero al 12 de mayo de 2008 y finalmente a la Galería de Arte de Vancouver, en Canadá, del 4 de octubre de 2008 al 11 de enero de 2009.
WACK!: Art and the Feminist Revolution analiza el trabajo de una amplia variedad de medios, clasificados por temas como: abstracción, auto-fotografía, el cuerpo como medio, historias familiares, roles de género, conocimiento como poder, historia del arte, etc.

## Artistas
Lista completa de artistas presentadas en la exposición y catálogo:
- Magdalena Abakanowicz (1930-2017), escultora y artista textil polaca
- Marina Abramović (1946), artista de performance serbia
- Carla Accardi (1924-2014), pintora italiana
- Chantal Akerman (1950), realizadora y artista belga
- Helena Almeida (1934-2018), artista portuguesa
- Sonia Andrade (1935), artista brasileña
- Eleanor Antin (1935), artista estadounidense
- Judy Baca (1946),  artista estadounidense de origen mexicano
- Mary Bauermeister (1934), artista alemana
- Lynda Benglis (née en 1941), artista estadounidense
- Berwick Street Film Collective
- Camille Billops (1933-2019), artista estadounidense
- Dara Birnbaum (1946), video artista estadounidense
- Louise Bourgeois (1911-2010), escultura y artista plástica franco-estadounidense
- Sheila Levrant de Bretteville (1940), grafista y artista estadounidense
- Theresa Hak Kyung Cha (1951-1982), novelista y artista estadounidense de origen surcoreano
- Judy Chicago (1939), artista estadounidense
- Lygia Clark (1920-1988), artista brasileña
- Tee Corinne (1943-2006), artista estadounidense
- Niki de Saint Phalle, Jean Tinguely, y Per Olof Ultvedt
- Jay DeFeo (1929-1989), artista estadounidense
- Disband
- Assia Djebar (1936-2015), realizadora argelina
- Rita Donagh (1939), artista británica
- Kirsten Dufour (1941), artista danesa
- Lili Dujourie (1941), videoartista y artista plástica belga
- Mary Beth Edelson (1933), artista estadounidense
- Rose English artista de performance británica
- Valie Export (1940), artista autríaca
- Jacqueline Fahey (1929), pintora neozelandesa
- Louise Fishman (1939), pintora estadounidense
- Audrey Flack (1931), artista estadounidense
- Iole de Freitas (1945), fotógrafa y realizadora brasileña
- Isa Genzken (1948), artista alemana
- Nancy Grossman (1940), artista estadounidense
- Barbara Hammer (1939), realizadora estadounidense
- Harmony Hammond (1944), artista y escritora estadounidense
- Margaret Harrison (1940), artista británica
- Mary Heilmann (1940), artista estadounidense
- Lynn Hershman Leeson (1941), artista y realizadora estadounidense
- Eva Hesse (1936-1970), escultura estadounidense de origen alemán
- Susan Hiller (1940), artista estadounidense
- Rebecca Horn (1944), artista plástica alemana
- Alexis Hunter (1948-2014), pintora y fotógrafa neozelandesa
- Mako Idemitsu (1940), réalizadora japonesa
- Sanja Iveković (1949), artista plástica croata
- Joan Jonas (1936), videoartista estadounidense
- Kirsten Justesen (1943), artista danesa
- Mary Kelly (1941), artista conceptual estadounidense
- Joyce Kozloff (1942), artista estadounidense
- Friedl Kubelka (1946), fotógrafa austríaca
- Shigeko Kubota (1937), artista plástica japonesa
- Yayoi Kusama (1929), artista y escritora japonesa
- Ketty La Rocca (1938, d. 1976), artista italiana
- Suzanne Lacy (1945), artista estadounidense
- Suzy Lake (1947), artista estadounidense-canadiense
- Maria Lassnig (1919-2014), artista austríaca
- Lesbian Art Project (1977-1979), movimiento artístico de Los Ángeles
- Lee Lozano (1930-1999), artista estadounidense
- Lea Lublin (1929), artista de performance franco-polonesa
- Anna Maria Maiolino (1942), artista italo-brasileña
- Mónica Mayer (1954), artista mexicana
- Ana Mendieta (1948-1985), artista plástica cubana
- Annette Messager (née en 1943), artista plástica francesa
- Marta Minujín y Richard Squires
- Nasreen Mohamedi (1937-1990), artista india
- Linda Montano (1942), artista de performance estadounidense
- Ree Morton (1936-1977), artista estadounidense
- Laura Mulvey y Peter Wollen
- Alice Neel (1900-1984), artista estadounidense
- Senga Nengudi (née en 1943), artista estadounidense
- Ann Newmarch (née en 1945), artista austríaca
- Lorraine O’Grady (1934),  artista conceptual estadounidense
- Pauline Oliveros (1932), sompositora estadounidense
- Yoko Ono (1933), artista multimedia japonesa
- Orlan (1947), artista francesa
- Ulrike Ottinger (1942), realizadora alemana
- Gina Pane (1939-1990), artista francesa
- Catalina Parra (1940), artista chilena
- Ewa Partum (1945), artista germano-polononesa
- Howardena Pindell (1943), artista estadounidense
- Adrian Piper (née en 1948), artista estadounidense
- Sylvia Plimack Mangold (1938), artista estadounidense
- Sally Potter (1949), realizadora y artista de performance británica
- Yvonne Rainer (1934), coreógrafa, bailarina y realizadora estadounidense
- Ursula Reuter Christiansen (1943), realizadora y pintora germano-danesa
- Lis Rhodes (1942), videoartista y realizadora británica
- Faith Ringgold (1930) artista afroamericana
- Ulrike Rosenbach (1943), videoartista y artista de performance alemana
- Martha Rosler (1943), artista estadounidense
- Betye Saar (1926), artista estadounidense
- Miriam Schapiro (1923), artista canadiense
- Mira Schendel (1919-1988), artista brasileña
- Carolee Schneemann (1939), artista estadounidense
- Joan Semmel (1932), pintora artista estadounidense
- Bonnie Sherk (1945), arquitecta y artista de performance estadounidense
- Cindy Sherman (1954), fotógrafa estadounidense
- Katharina Sieverding (1944), fotógrafa checa
- Sylvia Sleigh (1916-2010), pintora británica
- Alexis Smith (1949), artista estadounidense
- Barbara T. Smith (1931), artista de performance estadounidense
- Mimi Smith (1942), artista estadounidense
- Joan Snyder (née en 1940), pintora estadounidense
- Valerie Solanas (1936-1988), escritora estadounidense
- Annegret Soltau (1946), artista alemana
- Nancy Spero (1926-2009), artista estadounidense
- Spiderwoman Theater
- Lisa Steele (1947), videoartista canadiense
- Sturtevant  (1924-2014), artista estadounidense
- Cosey Fanni Tutti (1951), artista de performance británica
- Mierle Laderman Ukeles (1939), artista estadounidense
- Cecilia Vicuña (1947), poetisa, artista y realizadora chilena
- June Wayne (1918-2011), grafista y artista estadounidense
- "Where We At" Black Women Artists, Inc.
- Colette Whiten (1945), escultora y artista de performance
- Faith Wilding (1943), artista plástica estadounidense-paraguaya
- Hannah Wilke (1940-1993), artista estadounidense
- Francesca Woodman (1958-1981), fotógrafa estadounidense
- Nil Yalter (1938), artista francesa,
- Judy Blum Reddy, et Nicole Croiset
- Zarina (1937), artista india

## Catálogo
El catálogo de la exposición, también titulado WACK!: Art and the Feminist Revolution, documenta esta primera gran retrospectiva del arte y la revolución feminista. Editado por Cornelia Butler y Lisa Gabrielle Mark, el libro contiene ensayos de Cornelia Butler, Judith Russi Kirshner, Catherine Lord, Marsha Meskimmon, Richard Meyer, Helen Molesworth, Peggy Phelan, Nelly Richard, Valerie Smith, Abigail Solomon-Godeau y Jenni Sorkin.